# ریزنهل
ریزنهل (به هلندی: Rijsenhout) یک منطقهٔ مسکونی در هلند است که در هارلمرمیر واقع شده‌است. ریزنهل ۴٬۱۰۳ نفر جمعیت دارد.